# Леончев, Владимир Александрович
Владимир Александрович Леончев (18 октября 1946 — 31 декабря 2009) — российский политический деятель, депутат Государственной Думы Российской Федерации первого и второго созывов (1994—1999).

## Биография
Получил среднее специальное образование. Работал бригадиром слесарей на Новокуйбышевском нефтехимическом комбинате им. 50-летия СССР.
В 1989—1991 годы — народный депутат СССР, член Комитета Верховного Совета СССР по вопросам экологии и рационального использования природных ресурсов.
В 1993—1999 годы — депутат Государственной Думы РФ (фракция КПРФ). В Государственной Думе второго созыва был заместителем председателя Комитета по экологии, председателем подкомитета по устойчивому развитию
Затем — директор Научно-производственного предприятия «Биотехнекс» (Самара).